# Onthophagus asiaticus
Onthophagus asiaticus là một loài bọ cánh cứng trong họ Bọ hung (Scarabaeidae).